# Channing Frye
Channing Thomas Frye (White Plains, 17 maggio 1983) è un ex cestista statunitense, professionista nella NBA.

## Biografia
Frye è cugino di Tobias Harris, professionista nella NBA con i Philadelphia 76ers (i due militarono insieme negli Orlando Magic dal 2014 al febbraio 2016), e di Tyler Harris, a sua volta cestista.
Nel 2007 ha conosciuto Lauren Lisoski, che ha poi sposato nel 2009. Dalla questa relazione Frye ha avuto un figlio il 4 ottobre 2010.

## Caratteristiche tecniche
Frye è un'ala grande specialista nel tiro da tre punti, ma molto debole nella metacampo difensiva.

## Carriera

### High school e college
Frye frequenta la Hendrix Jr. High School ed in seguito la St. Mary's Prep School a Phoenix (Arizona). Poi Frye trascorre quattro intere stagioni all'Università dell'Arizona iniziando nel 2001 e terminando nel 2005. Frye aiuta il suo team a raggiungere l'Elite Eight nella NCAA 2005, ma Arizona viene sconfitta da Illinois.

### NBA (2005-2019)

#### New York Knicks (2005-2007)
Si dichiara eleggibile per il Draft NBA 2005, durante il quale viene scelto come numero 8 dai New York Knicks; Frye realizzò il suo career high di 30 punti (14-18 dal campo, 2-2 dalla lunetta), con 7 rimbalzi, 2 stoppate ed un assist nel suo primo scontro con la prima scelta assoluta del draft NBA 2005, Andrew Bogut. Eguaglia il career high il 6 gennaio 2006, contro i Washington Wizards, tirando 11-13 dal campo e 7-8 dalla linea del tiro libero. È considerato uno dei migliori rookie usciti dal draft 2005, come testimoniato dall'alta classificazione riservatagli dall'NBA Rookie Rankings. Partecipa alla Rookie Challenge durante l'All-Star Weekend 2006, ovviamente fra i rookie, tuttavia perdendo la sfida contro i sophomores. Il 21 marzo 2006, Channing si lesiona un legamento del ginocchio sinistro in una partita contro i Toronto Raptors quando la guardia Andre Barrett perde il controllo di palla e nel tentativo di recuperarla sbatte con la sua spalla sul ginocchio di Frye. In tal modo, Channing è costretto a saltare il resto della stagione.
È stato scelto per il T-Mobile NBA All-Rookie First Team 2005-06, in virtù di 45 punti, che gli valsero il quinto posto fra i rookies, dietro Chris Paul (58), Charlie Villanueva (56), Andrew Bogut (55) e Deron Williams (46).

#### Portland Trail Blazers (2007-2009)
Il 28 giugno, la notte del Draft NBA 2007, Frye, insieme alla guardia dei Knicks Steve Francis, viene ceduto ai Portland Trail Blazers in cambio di Zach Randolph, Fred Jones e Dan Dickau. Frye indossò la cannottiera numero 44 dopo che aveva vestito la numero 7 con i Knicks, poiché quel numero era già indossato la nei Blazers da Brandon Roy.

#### Phoenix Suns (2009-2014)

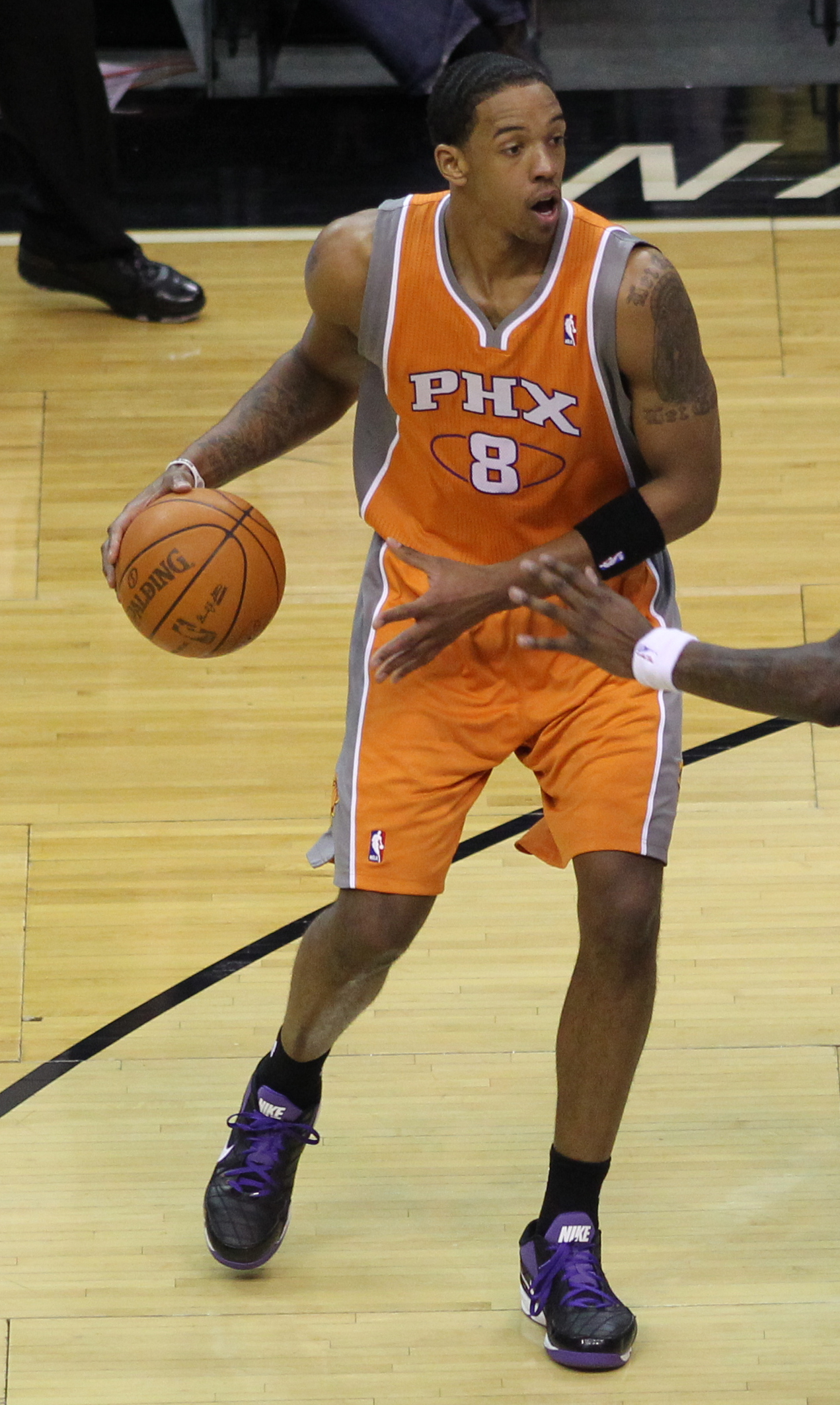
Frye a Phoenix

Nell'estate 2009, da restricted free agent firmò un contratto di 4 anni con i Phoenix Suns, tornando così nell'Arizona, lo stesso stato in cui frequentò l'Università. Fin dalle prime uscite stagionali con i Suns, Frye dimostrò di aver lavorato molto sul tiro da tre punti in particolare evolvendo così il suo gioco e meritandosi la chiamata per la gara del tiro da 3 durante l'All-Star Weekend 2010. La stagione 2009-2010 fu ricca di soddisfazioni anche a livello di squadra. I Suns infatti si classificarono terzi nella Western Conference e arrivano alle finali di Conference, eliminando prima i Portland Trail Blazers (ex-squadra di Frye) per 4-2 e poi, a sorpresa, i San Antonio Spurs con un tanto sorprendente quanto schiacciante 4-0. Tuttavia nelle finali di Conference, seppur con delle ottime prestazioni, i Suns dovettero arrendersi ai Los Angeles Lakers condotti da un super Kobe Bryant oltre che da Pau Gasol e Lamar Odom.

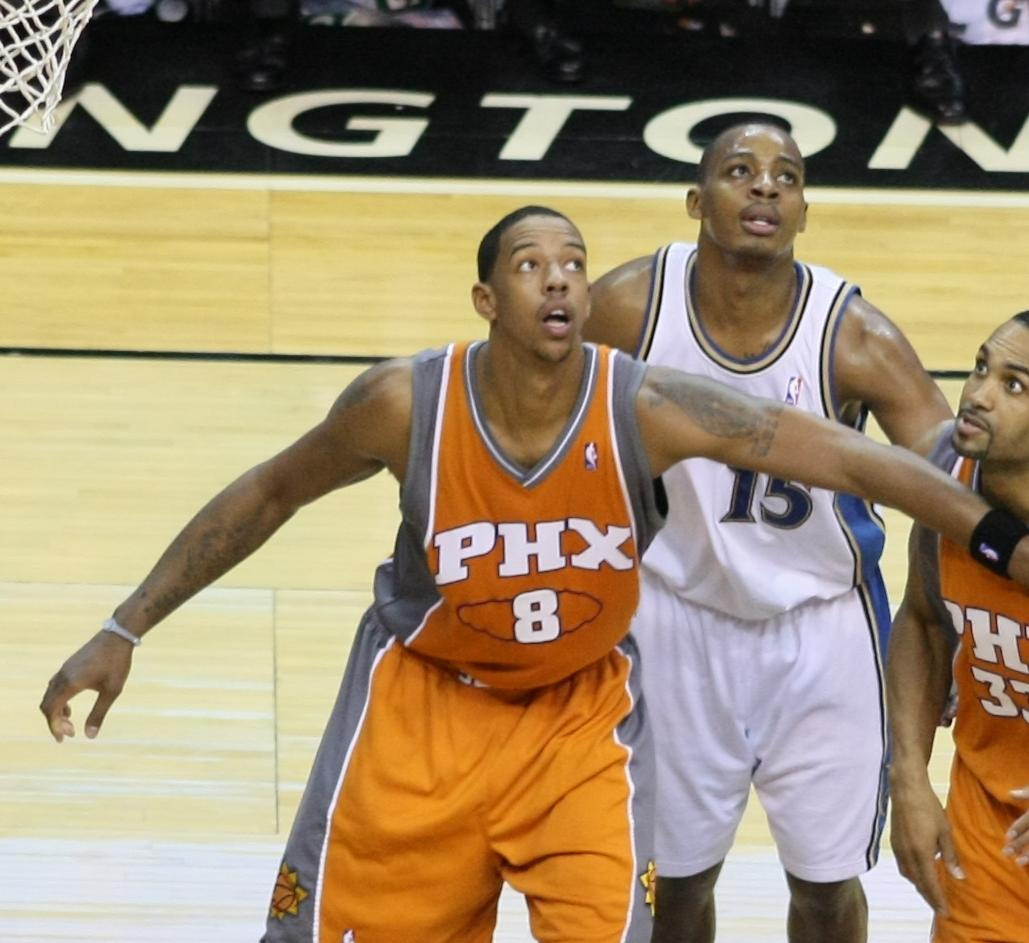
Frye a sinistra in azione con la canotta dei Phoenix Suns. A destra Randy Foye (all'epoca degli Washington Wizards) e Grant Hill

Nell'estate 2010 Amar'e Stoudemire lasciò i Suns per andare a giocare nei New York Knicks. Questo, oltre al calo di Steve Nash e Grant Hill, fece sì che le due stagioni successive furono deludenti per la squadra che mancò l'accesso alla post-season. Prima dell'inizio della stagione 2012-13 gli venne scoperto un problema al cuore che lo costrinse a interrompere a tempo indeterminato la sua carriera. Saltò tutta la stagione per poi tornare in campo l'anno successivo, in cui giocò tutte le 82 partite della squadra partendo sempre titolare, e in cui la squadra, nonostante fosse partita con l'idea di tankare, andò vicina a disputare i play-off in quanto arrivò nona a ovest con un record di 48 vittorie e 34 sconfitte (58,5% fu la percentuale di vittorie totali della franchigia dell'Arizona). In stagione tenne una media di 11,1 punti e 5,1 rimbalzi con il 37% da 3 punti.

#### Orlando Magic (2014-2016)
Il 7 luglio 2014 firmò un contratto quadriennale a 32 milioni di dollari con gli Orlando Magic. Tuttavia Frye deluse ampiamente le aspettative dei Magic, venendo molto criticato per il suo contratto oltre che per le prestazioni.

#### Cleveland Cavaliers (2016-2018)
Il 18 febbraio 2016 passò ai Cleveland Cavaliers in uno scambio a tre squadre tra gli stessi Cleveland Cavaliers, gli Orlando Magic e i Portland Trail Blazers.

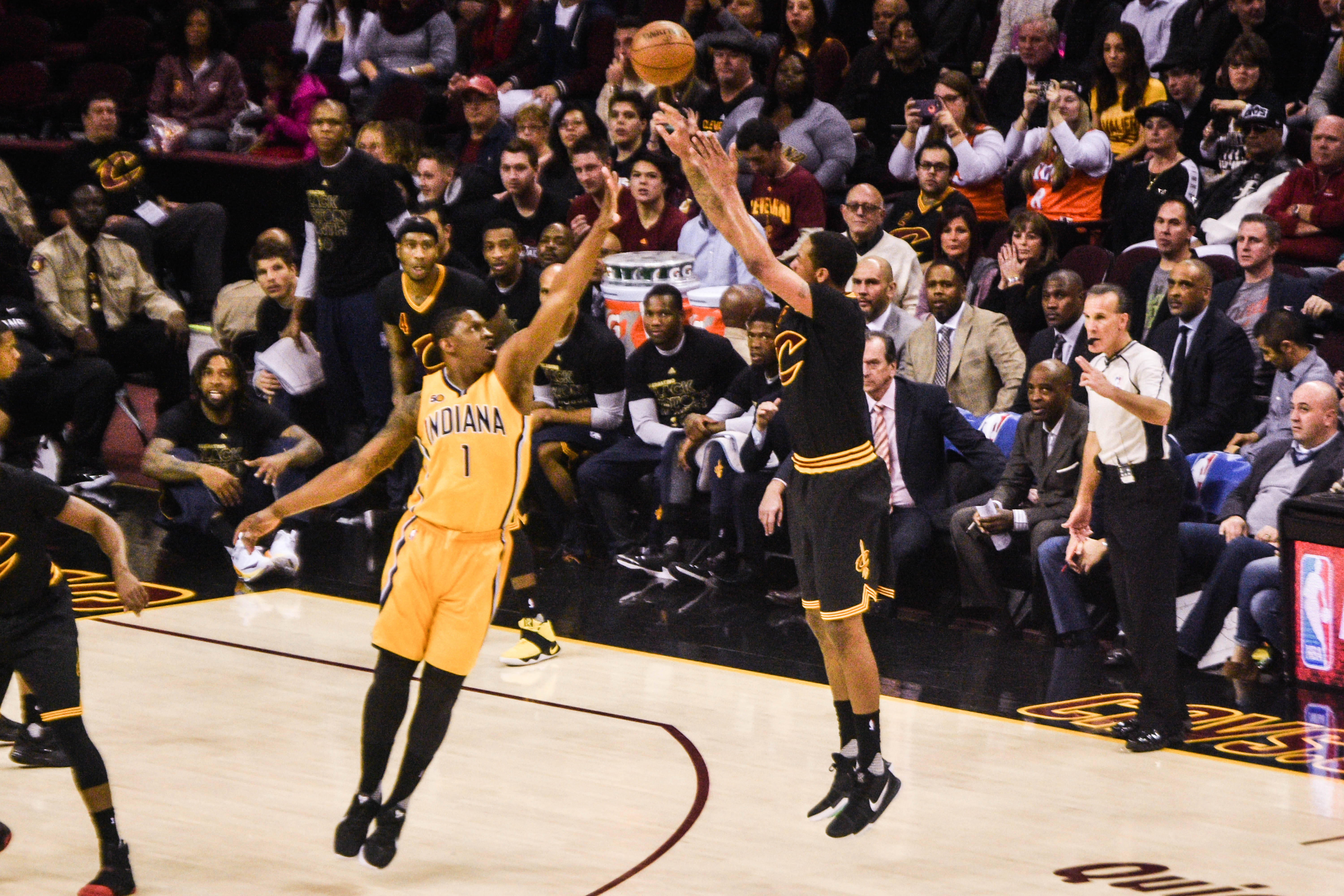
Frye mentre tira da 3 punti con la canotta dei Cavaliers contrastato da Kevin Séraphin (all'epoca degli Indiana Pacers)

Frye si rivelò subito importante in uscita dalla panchina per i Cavs per la sua capacità di aprire il campo. Alla fine della RS i Cavs arrivarono primi nella Eastern Conference, facendo sì che Frye, con la franchigia dell'Ohio, tornasse a disputare i play-off a 6 anni di distanza dall'ultima volta in cui militava nei Phoenix Suns. Durante la post-season si segnalò in positivo in occasione di gara-3 delle semifinali di conference contro gli Atlanta Hawks in cui segnò 27 punti con 7 triple. Alla fine della stagione i Cavs vinsero l'anello rimontando i Golden State Warriors da 1-3 a 4-3; i Cavs riscattarono così la sconfitta avvenuta l'anno prima alle finals contro la squadra californiana (in cui Frye non giocava). Tuttavia l'anno successivo gli Warriors batterono nettamente i Cavs alle finals per 4-1 e Frye fu protagonista in negativo in particolare nella metacampo difensiva.

#### Los Angeles Lakers (2018)
L'8 febbraio 2018, durante la trade dead-line, venne ceduto dai Cavs (insieme a Isaiah Thomas) ai Los Angeles Lakers in cambio di Larry Nance jr. e Jordan Clarkson.

#### Ritorno a Cleveland e ritiro (2018-2019)

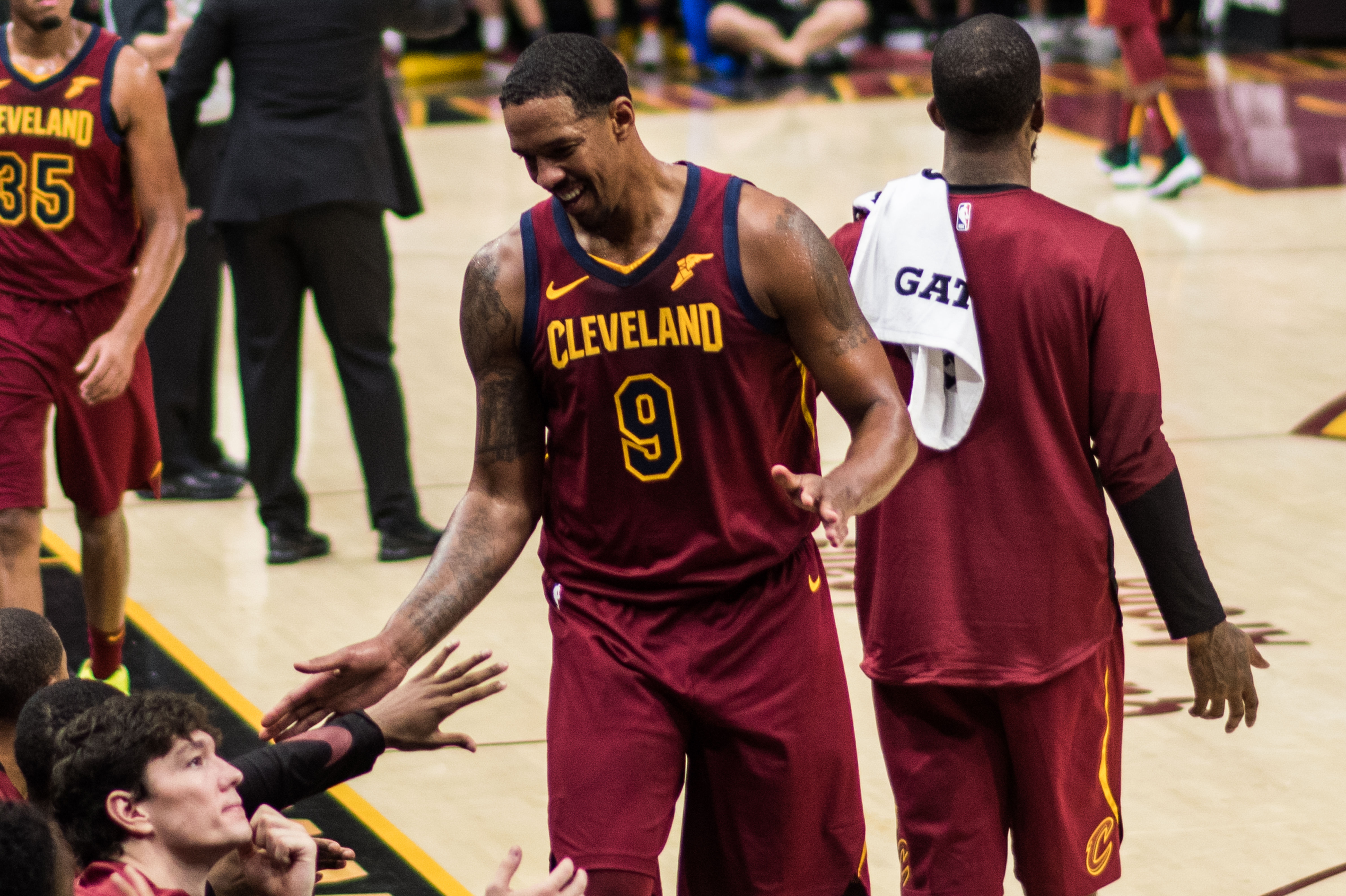
Frye nell'ottobre 2018

Dopo non aver rifirmato con i Lakers (freschi della firma dell'ex compagno di squadra LeBron James) il 15 luglio 2018 torna ai Cleveland Cavaliers. Il 2 marzo 2019 ha annunciato la sua intenzione di ritirarsi dal basket a fine anno. Dietro a questa decisione c'è stata una motivazione familiare per stare più vicino alla famiglia. La sua ultima partita in NBA è stata la sconfitta per 124-97 contro gli Charlotte Hornets, venendo salutato dai tifosi e dai compagni di squadra. Nella gara ha messo a referto 10 punti in 7 minuti subentrando dalla panchina.

## Palmarès
- NBA All-Rookie First Team: 2006
- Campionato NBA: 1

Cleveland Cavaliers: 2016

## Statistiche

### College
| Anno      | Squadra          | PG  | PT  | MP   | TC%  | 3P%  | TL%  | RP  | AP  | PRP | SP  | PP   |
| --------- | ---------------- | --- | --- | ---- | ---- | ---- | ---- | --- | --- | --- | --- | ---- |
| 2001-2002 | Arizona Wildcats | 34  | 25  | 23,9 | 59,5 | -    | 72,7 | 6,3 | 0,7 | 0,5 | 1,5 | 9,5  |
| 2002-2003 | Arizona Wildcats | 32  | 27  | 25,4 | 56,9 | 0,0  | 66,4 | 8,0 | 0,7 | 0,6 | 1,9 | 12,6 |
| 2003-2004 | Arizona Wildcats | 30  | 30  | 30,3 | 54,8 | 60,0 | 78,8 | 7,4 | 1,9 | 0,6 | 2,1 | 15,9 |
| 2004-2005 | Arizona Wildcats | 37  | 37  | 31,0 | 55,4 | 17,6 | 83,0 | 7,6 | 1,9 | 0,9 | 2,3 | 15,8 |
| Carriera  | Carriera         | 133 | 119 | 27,7 | 56,2 | 26,1 | 75,9 | 7,3 | 1,3 | 0,6 | 1,9 | 13,5 |

### NBA

#### Regular Season
| Anno       | Squadra             | PG  | PT  | MP   | TC%  | 3P%  | TL%  | RP  | AP  | PRP | SP  | PP   |
| ---------- | ------------------- | --- | --- | ---- | ---- | ---- | ---- | --- | --- | --- | --- | ---- |
| 2005-2006  | N.Y. Knicks         | 65  | 14  | 24,2 | 47,7 | 33,3 | 82,5 | 5,8 | 0,8 | 0,5 | 0,7 | 12,3 |
| 2006-2007  | N.Y. Knicks         | 72  | 59  | 26,3 | 43,3 | 16,7 | 78,7 | 5,5 | 0,9 | 0,5 | 0,6 | 9,5  |
| 2007-2008  | Portland T. Blazers | 78  | 20  | 17,2 | 48,8 | 30,0 | 78,0 | 4,5 | 0,7 | 0,4 | 0,3 | 6,8  |
| 2008-2009  | Portland T. Blazers | 63  | 1   | 11,8 | 42,3 | 33,3 | 72,2 | 2,2 | 0,4 | 0,3 | 0,3 | 4,2  |
| 2009-2010  | Phoenix Suns        | 81  | 41  | 27,0 | 45,1 | 43,9 | 81,0 | 5,3 | 1,4 | 0,8 | 0,9 | 11,2 |
| 2010-2011  | Phoenix Suns        | 77  | 64  | 33,0 | 43,2 | 39,0 | 83,2 | 6,7 | 1,2 | 0,6 | 1,0 | 12,7 |
| 2011-2012  | Phoenix Suns        | 64  | 59  | 26,1 | 41,6 | 34,6 | 89,0 | 5,9 | 1,4 | 0,7 | 1,1 | 10,5 |
| 2013-2014  | Phoenix Suns        | 82  | 82  | 28,2 | 43,2 | 37,0 | 82,1 | 5,1 | 1,2 | 0,7 | 0,8 | 11,1 |
| 2014-2015  | Orlando Magic       | 75  | 51  | 24,9 | 39,2 | 39,3 | 88,6 | 3,9 | 1,3 | 0,6 | 0,5 | 7,3  |
| 2015-2016† | Orlando Magic       | 44  | 29  | 17,1 | 43,5 | 39,7 | 90,5 | 3,2 | 1,0 | 0,5 | 0,5 | 5,2  |
| 2015-2016† | Cleveland Cavaliers | 26  | 3   | 17,2 | 44,1 | 37,7 | 78,6 | 3,6 | 1,0 | 0,3 | 0,3 | 7,5  |
| 2016-2017  | Cleveland Cavaliers | 74  | 15  | 18,9 | 45,8 | 40,9 | 85,1 | 3,9 | 0,6 | 0,4 | 0,5 | 9,1  |
| 2017-2018  | Cleveland Cavaliers | 44  | 1   | 12,4 | 49,7 | 33,3 | 93,3 | 2,5 | 0,6 | 0,4 | 0,3 | 4,8  |
| 2017-2018  | L.A. Lakers         | 9   | 0   | 16,7 | 46,5 | 36,0 | 75,0 | 2,8 | 1,1 | 0,1 | 0,1 | 5,8  |
| 2018-2019  | Cleveland Cavaliers | 36  | 6   | 9,5  | 36,8 | 40,5 | 78,6 | 1,4 | 0,6 | 0,2 | 0,1 | 3,6  |
| Carriera   | Carriera            | 890 | 445 | 22,2 | 44,0 | 38,8 | 82,2 | 4,5 | 1,0 | 0,5 | 0,6 | 8,7  |

#### Play-off
| Anno     | Squadra             | PG | PT | MP   | TC%  | 3P%  | TL%  | RP  | AP  | PRP | SP  | PP  |
| -------- | ------------------- | -- | -- | ---- | ---- | ---- | ---- | --- | --- | --- | --- | --- |
| 2009     | Portland T. Blazers | 4  | 0  | 9,0  | 35,7 | 0,0  | 66,7 | 0,8 | 0,3 | 0,0 | 0,0 | 3,0 |
| 2010     | Phoenix Suns        | 16 | 0  | 27,2 | 36,4 | 34,9 | 93,8 | 5,6 | 0,9 | 0,8 | 0,6 | 8,2 |
| 2016†    | Cleveland Cavaliers | 17 | 0  | 13,9 | 59,4 | 56,5 | 85,7 | 2,4 | 0,3 | 0,4 | 0,5 | 6,7 |
| 2017     | Cleveland Cavaliers | 12 | 0  | 12,8 | 51,7 | 51,3 | 85,7 | 1,8 | 1,1 | 0,3 | 0,3 | 7,3 |
| Carriera | Carriera            | 49 | 0  | 17,6 | 46,0 | 44,4 | 87,9 | 3,2 | 0,7 | 0,4 | 0,4 | 7,0 |

#### Massimi in carriera
- Punti: 33 vs. Minnesota Timberwolves (11 aprile 2011)[25]
- Rimbalzi: 16 vs. New Orleans Pelicans (30 dicembre 2011)
- Assist: 7 vs. New Jersey Nets (13 gennaio 2012)
- Palle rubate: 4 (2 volte)
- Tiri segnati: 14 (2 volte)
- Tiri tentati: 26 vs. Charlotte Hornets (20 dicembre 2006)
- Tiri da 3 segnati: 9 vs. Minnesota Timberwolves (11 aprile 2011)
- Tiri da 3 tentati: 14 vs. Minnesota Timberwolves (11 aprile 2011)
- Tiri liberi segnati: 9 (2 volte)
- Tiri liberi tentati: 12 vs. Toronto Raptors (15 gennaio 2006)
- Minuti giocati: 57 vs. Los Angeles Lakers (22 marzo 2011)